# The Woman Michael Married
The Woman Michael Married er en amerikansk stumfilm fra 1919 af Henry Kolker.

## Medvirkende
- Bessie Barriscale som Mira Sacky
- Jack Holt som Michael Ordsway
- Marcia Manon som Doris Steele
- Tom Guise som Ordsway
- Charles H. West som Harvey Kirkland